# 7345 Happer
7345 Happer è un asteroide areosecante. Scoperto nel 1992, presenta un'orbita caratterizzata da un semiasse maggiore pari a 2,4525811 UA e da un'eccentricità di 0,3235354, inclinata di 3,67962° rispetto all'eclittica.